# Galloitalisch

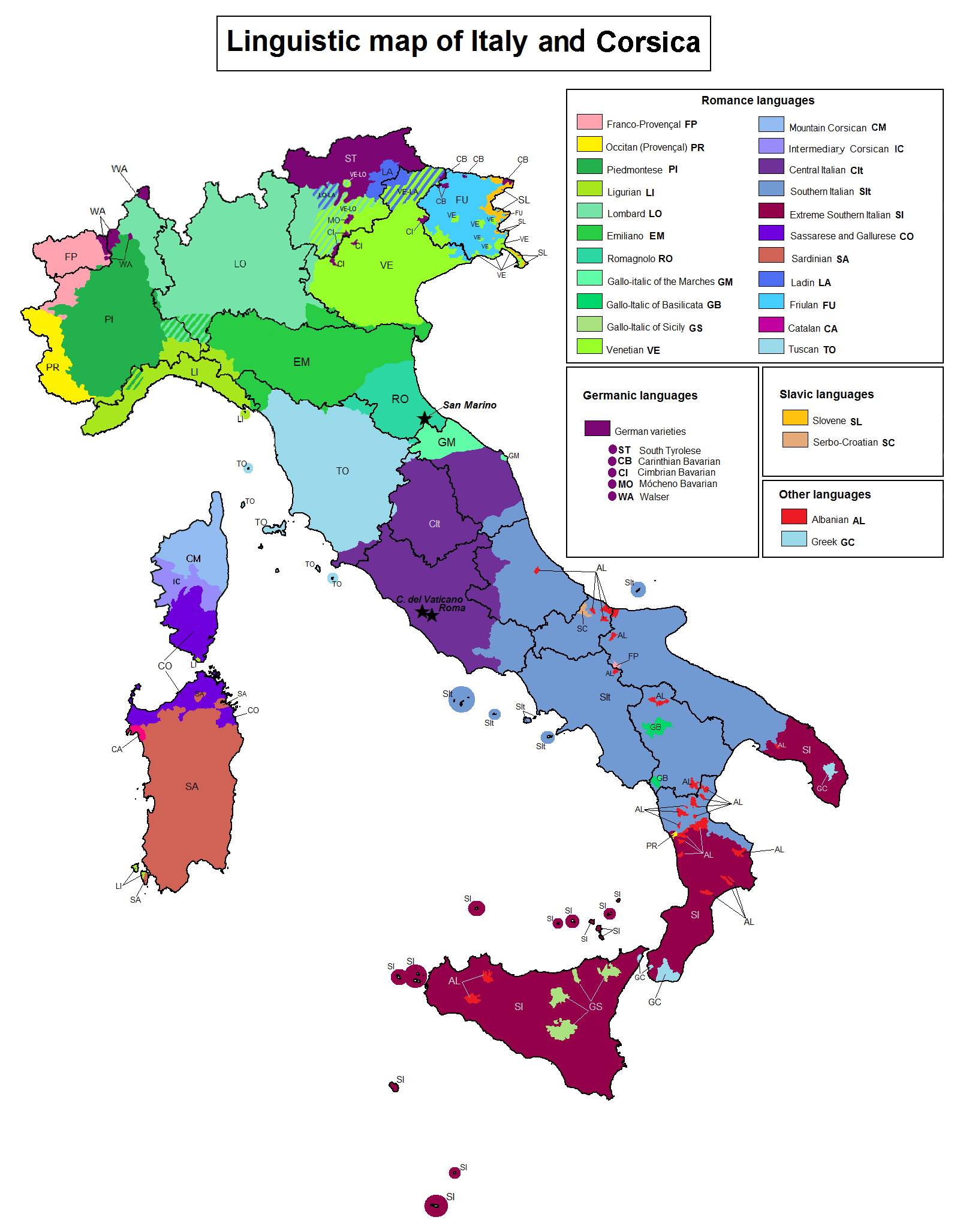
Karte der Sprachen und Dialekte Italiens.

Das Galloitalische oder auch Galloitalienische (italien. galloitalico) ist eine Gruppe norditalienischer Dialekte, die das Piemontesische, das Lombardische, das Ligurische, das Emilianische und das Romagnolische umfasst. Zudem gibt es Galloitalische Sprachinseln in den Marken, Basilicata und Sizilien.
Sie weisen einen so großen linguistischen Abstand zum Italienischen auf, dass sie nicht als Dialekte dieser Sprache gezählt werden können. Allerdings existiert keine Dachsprache, der sie stattdessen zugeordnet werden könnten, und keine ausgebaute Standardvarietät. Das Galloitalische hat deutliche Verbindungen einerseits zu den rätoromanischen, andererseits zu den galloromanischen Sprachen (also Französisch, Frankoprovenzalisch und Okzitanisch). Wie diese weisen alle galloitalischen Dialekte ein keltisches Substrat auf.
Abgesehen von den dialektalen Besonderheiten finden sich in allen galloitalienischen Dialekten folgende Merkmale:

## Phonetik
- Gerundete Vokale lat. Ŏ, Ū > [⁠ø⁠], [⁠y⁠]

Dabei handelt es sich um die Präsenz der Laute [ø] und [y], graphisch meist <<ö>> und <<ü>>, die auf keltisches Substrat zurückgeführt werden, so auch im Französischen, vgl. vulgärlat. MURU „Mauer“ > piemontesisch mür (vgl. franz. mur [myr]).
- Sonorisierung intervokalischer lateinischer Okklusivlaute

Lateinisches -c-, -p-, -t- wird sonorisiert, spirantisiert oder kann ganz schwinden.
Beispiel: vulgärlat. fratellu „Bruder“ > lombardisch fradel, piemontesisch frel (Schwund).
Dieses Phänomen ist allen westromanischen Sprachen eigen, vgl. franz. frère/ okzitanisch fraire, im Ostromanischen tritt es jedoch nicht ein: ital. fratello, rumän. frate.
- Silbenstruktur Konsonant-Vokal-Konsonant-Vokal-Konsonant

Alle Vokale außer lat. -A schwinden im Auslaut, weshalb sich im Gegensatz zu den süditalienischen Dialekten eine Silbenstruktur des Typs CVCVC ergibt.
- Degeminierung

Alle Doppelkonsonanten werden zu einfachen, vgl. lat. spalla „Schulter“ > galloit. spala. Dies ist ein typisches Merkmal für die westromanischen Sprachen, aber auch für das Rumänische, während es im Sardischen, Standard- und Süditalienischen viele Geminaten gibt (deshalb standarditalienisch spalla, sardisch spalla/spadda).
- Assibilierung bei lat. ci-, ce-

Während im Lateinischen das Wort cenere „Asche“ [kenere] gesprochen wurde, vollzog sich in allen romanischen Sprachen außer dem Sardischen und Dalmatischen eine Palatalisierung. Im Standarditalienischen und im Rumänischen entwickelte sich der Laut [tʃ]: ital. cenere, rum. cenușă. Im Galloitalienischen entwickelt sich daraus die Sibilante /s/, deshalb cenere > galloital. sener.
- Palatalisierung von lat. -ct-

Zwei Entwicklungsphasen:
piemontesisch /kt/ > /jt/ (wie im Portugiesischen)
lombardisch /kt/ > /tʃ/ (wie im Spanischen)
vgl. lat. lacte(m) „Milch“ > piemontesisch lait (vgl. portug. leite), lombardisch lacc [latʃ] (vgl. span. leche [letʃe]).
- Palatalisierung von betontem a (vor allem beim Infinitiv der A-Konjugation)

So z. B. lat. cantare „singen“ > galloit. cantè/ canter vgl. auch franz. chanter.

## Morphologie und Syntax
Der galloitalienische Artikel aus lat. ille lautet meist el oder il (lautlich oft [əl]), im Gegensatz zum Süditalienischen, wo sich aus illu die Artikelformen lu, o oder auch ru (mit Rhotazismus) entwickelt haben. Für den Bereich der Verbalmorphologie ist festzuhalten, dass in der 2. Person Singular das lat. Auslaut -S im Präsens oft erhalten ist, vgl. piemont. t’as „du hast“ (im Gegensatz dazu ital. tu hai). Meist existieren eigene Frageformen wie cantes-tu „singst du“. Vor allem für die 2. Ps. aber auch für die 3. Ps. Sg. existiert ein unbetontes und ein betontes Subjektpronomen, das manchmal sogar bei nominalem Subjekt gesetzt werden muss, vgl. el can a baula „Der Hund bellt“ (wörtlich „Der Hund er bellt“), ein Phänomen, das auch typisch für das rätoromanische Friaulische ist (friaulisch il pari al cjante „Der Vater singt“ (wörtlich „Der Vater er singt“)). Das synthetische Perfekt (das dem Italienischen entsprechende passato remoto) wird nicht mehr verwendet.